# Eudorylaimus brevis
Eudorylaimus brevis är en rundmaskart. Eudorylaimus brevis ingår i släktet Eudorylaimus, och familjen Qudsianematidae. Arten är reproducerande i Sverige.